# Tem que valer
Tem que valer è l'album di debutto del gruppo musicale Kaleidoscópio, pubblicato in Brasile nel 2003, ottiene un ottimo successo, e in Europa nel 2004, dove Você me apareceu, diventa uno dei singoli che scalano le vette delle classifiche e diventa tormentone estivo di quell'anno. In Italia sono state distribuite 2 versioni dell'album, la prima con tutti i singoli e con il solo remix elettronico di Tem Que Valer, e il secondo senza qualche singolo e con molti remix. Inoltre, è stata distribuita una versione deluxe della prima uscita.

## Tracce
1. Você me apareceu
2. Tem que valer
3. Madalena
4. Meu sonho
5. Chega mais perto
6. Flor de lis
7. Chuva
8. Tarde em Itapuã
9. Feliz de novo
10. Tô que tô
11. Lua
12. Frevo mulher
13. Paro pra pensar
14. Tudo passa
15. Aquì
16. Tem que valer (versione bossa elettronica)

## Classifiche
| Paese   | Posizione massima |
| ------- | ----------------- |
| Brasile | 18                |
| Francia | 94                |
| Italia  | 59                |